# (7999) Nesvorný
(7999) Nesvorný ist ein Asteroid des äußeren Hauptgürtels, der am 11. September 1986 vom US-amerikanischen Astronomen Edward L. G. Bowell an der Anderson Mesa Station (IAU-Code 688) des Lowell-Observatoriums in Anderson Mesa im Coconino County in Arizona entdeckt wurde.
Der Asteroid wurde am 28. Juli 1999 nach dem tschechischen Astronomen David Nesvorný (* 1969) benannt, der seit 2001 in der Abteilung für Weltraumstudien des Southwest Research Institute in Boulder (Colorado, Vereinigte Staaten) arbeitet.